# Governador Jorge Teixeira
Governador Jorge Teixeira est une municipalité brésilienne située dans l'État du Rondônia.